# La Esmeralda (Entre Ríos)
La Esmeralda é uma junta de governo da província de Entre Ríos, na Argentina.